# Stortingsvalget 2005
Stortingsvalget 2005 var et rigs- eller parlaments-valg i Norge, hvor der blev valgt repræsentanter til Stortinget for perioden 2005–09. Valget blev afholdt mandag den 12. september 2005. Alle norske borgere som ville være fyldt 18 år inden udgangen af 2009, havde stemmeret. 3.421.741 personer havde stemmeret ved valget.

## Valgresultat
| Partinavn                 | Stemmer                                        | Procent                                        | Mandater                                       |
| ------------------------- | ---------------------------------------------- | ---------------------------------------------- | ---------------------------------------------- |
| Det norske Arbeiderparti  | 862 456                                        | 32,7 %                                         | 61                                             |
| Fremskrittspartiet        | 581 896                                        | 22,1 %                                         | 38                                             |
| Høyre                     | 371 948                                        | 14,1 %                                         | 23                                             |
| Sosialistisk Venstreparti | 232 971                                        | 8,8 %                                          | 15                                             |
| Kristelig Folkeparti      | 178 885                                        | 6,8 %                                          | 11                                             |
| Senterpartiet             | 171 063                                        | 6,5 %                                          | 11                                             |
| Venstre                   | 156 113                                        | 5,9 %                                          | 10                                             |
| Notat:                    | Alle partier med mandater er listet i tabellen | Alle partier med mandater er listet i tabellen | Alle partier med mandater er listet i tabellen |